# Операція «Блакитна зірка»
Операція «Блакитна зірка» — військова операція індійської армії зі знищення бази сикхських сепаратистів у Золотому храмі, Амрітсар у червні 1984 року.
Успіх операції був затьмарений великою кількістю жертв серед індійських військовослужбовців і мирного населення. В довгостроковому плані «Блакитна зірка» призвела до зростання сикхського тероризму і стала безпосередньою причиною вбивства прем'єр-міністра країни Індіри Ганді.
За оцінкою газети «The Times of India», штурм Золотого храму був, можливо, найбільш неоднозначною акцією в історії індійської армії.

## Передісторія
Починаючи з 1981 року індійський уряд зіткнувся з проблемою сикхського тероризму. Екстремістські організації сикхів вимагали автономізації штату Пенджаб і створення там держави Халістан. Релігійним лідером сикхського екстремізму вважався Джарнаїл Сінгх Бхіндранвале, що формально не належав до жодної організації. У 1982 році Бхіндранвале поселився на території Золотого храму в Амрітсарі, головній святині сикхів. У храмі було налагоджено виробництво зброї і гранат. На думку індійського уряду, Золотий храм перетворився на базу сикхських терористів.
В кінці травня 1984 року індійська армія почала розгортатися в Пенджабі для майбутньої операції. Підрозділи 9-ї піхотної дивізії оточили Золотий храм; між ними і що знаходилися всередині сикхськими бойовиками періодично спалахували перестрілки.
3 червня в Пенджабі була введена комендантська година, перерваний телефонний зв'язок, припинено транспортне сполучення і подачу електроенергії — штат опинився відрізаний від зовнішнього світу. У засобах масової інформації вводилася цензура. Всередині Золотого храму було блоковано до 10 тис. паломників, присутніх там, щоб відзначити чергову річницю мучеництва Гуру Арджан Дева.
Індійський уряд ухвалив рішення про силову операцію з очищення Золотого храму від терористів. Штурмом керував командувач 9-ї дивізії генерал-майор Кульдіп Сингх Брар. Участь у штурмі для всіх військовослужбовців була добровільною, охочі могли відмовитися.

## Штурм
У другій половині дня 5 червня бойовикам і паломникам було запропоновано покинути храм; з нього вийшли 129 чоловік. За офіційною індійською версією бойовики утримували паломників як «живий щит». Основна фаза штурму, що отримав назву «Блакитна зірка», почалася того ж дня о 22 годині 30 хвилин. У операції брали участь 6 піхотних батальйонів, підрозділ спеціального призначення і бронетехніка.
Оборона Золотого храму була організована військовим радником Бхиндранвале і колишнім генералом індійської армії Шахбегом Сингхом. Індійські війська почали штурм з трьох сторін, відразу ж зіткнулися з відчайдушним опором бойовиків і стали зазнавати великих втрат. Спроба використовувати з південного боку бронетранспортери OT-64 призвела до того, що одна машина була підбита з гранатомета. Для придушення вогневих точок супротивника були використані танки «Віджаянта», які спочатку вели тільки кулеметний вогонь. Коли стало зрозуміло, що цього недостатньо, було дано дозвіл на використання танкових гармат.
До ранку 6 червня основний опір сикхських бойовиків був зломлений. Аж до 9 червня індійські підрозділи продовжували зачищати територію храму від одиночних снайперів. Частині бойовиків вдалося врятуватися, і армія продовжила їх переслідування в околицях Амрітсара.

## Наслідки
Згідно з офіційними індійськими даними, в ході штурму загинули 83 військовослужбовці і 492 людини усередині храму — як бойовики, так і мирні паломники, зокрема 30 жінок і 5 дітей. Серед загиблих були Бхиндранвале і Шахбег Сингх. За неофіційними даними, жертв було значно більше (до декількох тисяч); як заявив сикхський екстреміст Джагджіт Сингх Чаухан, що знаходився в еміграції, «понад 10 000 осіб були винищені фашистським режимом пані Ганді». Золотий храм серйозно постраждав у ході боїв, особливо через танковий обстріл.
Позитивні наслідки операції «Блакитна зірка» назвати важко, негативні ж очевидніші. В індійській армії було відмічено масове дезертирство військовослужбовців-сикхів. Безпосередньою помстою за штурм Золотого храму стало вбивство прем'єр-міністра Індіри Ганді, здійснене її охоронцями-сикхами 31 жовтня 1984 року. У подальші роки сикхський тероризм тільки посилився.
Проте індійські військові зробили висновки з невдалого проведення операції. Коли в травні 1988 року Золотий храм знов був зайнятий екстремістами, армія удалася до облоги і змусила супротивника здатися практично без кровопролиття.